# Ronde van Guangxi 2019 (vrouwen)
De derde editie van de Ronde van Guangxi voor vrouwen werd verreden op de slotdag voor de mannen. Deze eendaagse wedstrijd maakte deel uit van de UCI Women's World Tour 2019 en werd gewonnen door de Australische Chloe Hosking. De Nederlandse Marianne Vos werd derde.

## Deelnemende ploegen
| UCI-teams                          | UCI-teams           | Nationale selectie |
| ---------------------------------- | ------------------- | ------------------ |
| Astana Women's Team                | Hitec Products      | China              |
| Alé Cipollini                      | Lotto Soudal Ladies | Hongkong           |
| BTC City Ljubljana                 | Minsk Cycling Club  |                    |
| Canyon-SRAM                        | Mitchelton-Scott    |                    |
| CCC-Liv                            | Team Sunweb         |                    |
| China Liv Pro Cycling              | Team Tibco          |                    |
| Doltcini-Van Eyck Sport            | Valcar-Cylance      |                    |
| FDJ Nouvelle-Aquitaine Futuroscope |                     |                    |

## Uitslag
| Plaats  | Naam              | Ploeg                              | tijd     |
| ------- | ----------------- | ---------------------------------- | -------- |
| Winnaar | Chloe Hosking     | Alé Cipollini                      | 3u58'46" |
| 2       | Alison Jackson    | Team Tibco                         | z.t.     |
| 3       | Marianne Vos      | CCC-Liv                            | z.t.     |
| 4       | Arlenis Sierra    | Astana Women's Team                | z.t.     |
| 5       | Chiara Consonni   | Valcar-Cylance                     | z.t.     |
| 6       | Tanja Erath       | Canyon-SRAM                        | z.t.     |
| 7       | Hanna Tserakh     | Minsk Cycling Club                 | z.t.     |
| 8       | Ilaria Sanguineti | Valcar-Cylance                     | z.t.     |
| 9       | Emilia Fahlin     | FDJ Nouvelle-Aquitaine Futuroscope | z.t.     |
| 10      | Lauren Stephens   | Team Tibco                         | z.t.     |

Mannen: 2017 · 2018 · 2019 · 2020 · 2021 · 2022 · 2023 · 2024 · 2025
Vrouwen: 2017 · 2018 · 2019 · 2020 · 2021 · 2022 · 2023 · 2024 · 2025
 Strade Bianche ·
 Ronde van Drenthe ·
 Trofeo Alfredo Binda-Comune di Cittiglio ·
 Driedaagse Brugge-De Panne ·
 Gent-Wevelgem ·
 Ronde van Vlaanderen ·
 Amstel Gold Race ·
 Waalse Pijl ·
 Luik-Bastenaken-Luik ·
 Ronde van Chongming ·
 Ronde van Californië ·
 Emakumeen Bira ·
 The Women's Tour ·
 Ronde van Italië voor vrouwen ·
 La Course by Le Tour de France ·
 RideLondon Classique ·
 Open de Suède Vårgårda ·
 Ronde van Noorwegen ·
 Bretagne Classic ·
 Boels Rental Ladies Tour ·
 La Madrid Challenge by La Vuelta ·
 Ronde van Guangxi